# Robert Cogoi
Robert Cogoi (nascido Mirko Kogoj, Châtelet, 25 de outubro de 1939 – 15 de maio de 2022) foi um cantor belga, melhor conhecido pela sua participação no Festival Eurovisão da Canção 1964.

## Inícios de carreira
Cogoi nasceu em Châtelet, filho de pais eslovenos. Em 1961, assinou um contrato com a Philip Records e no ano seguinte, ganhou o Primeiro Prémio no Grand Prix International des Variétés no casino de Ostend, com a canção "Si un jour", que venceu mais de 100.000 cópias em França, tendo Cogoi ganho um disco de ouro.

## Festival Eurovisão da Canção
Em 1964, Cogoi foi escolhido como representante belga para interpretar a sua canção "Près de ma rivière" ("Perto do meu rio") no Festival Eurovisão da Canção 1964 que teve lugar em 21 de março em Copenhaga. Pela primeira vez, a canção fora escolhida inteiramente pela televisão belga RTBF em vez da escolha ser feita pelo público ou por um júri. A canção apenas obteve 2 votos (1 voto do Mónaco e outro de Portugal), classificando-se em 10.º lugar (entre 16 canções).

## Carreira posterior
Cogoi continuou lançando álbuns e singles, mas com sucesso modesto, até finais dos anos 1960. Em 1976, surgiu no filme belga de língua francesa "Les arpents dorés".
Depois de muitos anos afastado da vida pública, Cogoi foi convidado (juntamente com outros representantes belgas na Eurovisão) para estar presente na final belga para o Festival Eurovisão da Canção 2005.

## Morte
Robert Cogoi morreu no dia 15 de maio de 2022, aos 82 anos de idade.